# Eremiaphila rufula
Eremiaphila rufula är en bönsyrseart som beskrevs av Lucien Chopard 1941. Eremiaphila rufula ingår i släktet Eremiaphila och familjen Eremiaphilidae. Inga underarter finns listade i Catalogue of Life.